# Джей (округ, Індіана)
Шаблон:StateAbbr_ 40°26′ пн. ш. 85°01′ зх. д. / 40.43° пн. ш. 85.01° зх. д.
Округ Джей (англ. Jay County) — округ (графство) у штаті Індіана, США. Ідентифікатор округу 18075.

## Історія
Округ утворений 1836 року.

## Демографія
За даними перепису
2000 року
загальне населення округу становило 21806 осіб, зокрема міського населення було 9323, а сільського — 12483.
Серед мешканців округу чоловіків було 10695, а жінок — 11111. В окрузі було 8405 домогосподарств, 6016 родин, які мешкали в 9074 будинках.
Середній розмір родини становив 3,06.
Віковий розподіл населення поданий у таблиці:
| Стать    | До 15 років | 15-21 | 22-29 | 30-39 | 40-49 | 50-65 | 65-85 | Понад 85 |
| -------- | ----------- | ----- | ----- | ----- | ----- | ----- | ----- | -------- |
| Чоловіки | 2556        | 995   | 1037  | 1521  | 1540  | 1761  | 1176  | 109      |
| Жінки    | 2392        | 935   | 1008  | 1500  | 1523  | 1834  | 1647  | 272      |

## Суміжні округи
- Адамс — північ
- Мерсер, Огайо — схід
- Дарк, Огайо — південний схід
- Рендолф — південь
- Делавер — південний захід
- Блекфорд — захід
- Веллс — північний захід

## Виноски
1. ↑  U.S. Decennial Census. United States Census Bureau. Архів оригіналу за 26 квітня 2015. Процитовано 10 липня 2014.
2. ↑  Historical Census Browser. University of Virginia Library. Архів оригіналу за 11 серпня 2012. Процитовано 10 липня 2014.
3. ↑  Population of Counties by Decennial Census: 1900 to 1990. United States Census Bureau. Архів оригіналу за 4 жовтня 2014. Процитовано 10 липня 2014.
4. ↑  Census 2000 PHC-T-4. Ranking Tables for Counties: 1990 and 2000 (PDF). United States Census Bureau. Архів оригіналу (PDF) за 18 грудня 2014. Процитовано 10 липня 2014.
5. ↑  Jay County QuickFacts. Бюро перепису населення США. Архів оригіналу за 7 червня 2011. Процитовано 25 вересня 2011.(англ.) Наведено за англійською вікіпедією.
6. ↑  American FactFinder. Бюро перепису населення США. Архів оригіналу за 21 травня 2008. Процитовано 31 січня 2008.

| США | Це незавершена стаття з географії США. Ви можете допомогти проєкту, виправивши або дописавши її. |